# LiTraCon
A LiTraCon® – fényáteresztő betontermékek széleskörűen alkalmazhatóak az építészet és design számos területén. Az új építőanyagot Losonczi Áron építészmérnök találta fel és fejleszti 2001 óta.
Az angol neve után – Light Transmitting concrete – röviden Litracon-nak keresztelt anyagban a betonhoz rétegenként optikai üvegszálak ezreit adják. Ezzel a szabadalommal védett technológiával érhető el a fényvezető szálak egyenletes elrendezése, melyek aztán a betonban pontonként továbbítják a fényt.
Az új anyag jelentősen felcsigázta az építész- és a művészvilágot, amely határtalan lehetőségeket lát az átlátszó kőben. A Time magazin 2004-ben az év egyik legjelentősebb találmányának minősítette a Litracon-t, amelyet Washingtontól London át Tokióig, a világ számos pontján bemutattak kiállításokon. A Washington-i National Building Museum állandó gyűjteményében is szerepel egy üvegbeton fal, mely Csongrádon készült 2003 nyarán.
Több hamisító próbálta már ellopni a beton ötletét, illetve anyagi lehetőségeiket kihasználva lehetetlen helyzetbe hozni a feltaláló vállalkozását. Nagy visszhangot kapott a magyar sajtóban, amikor 2009-ben szabadalombitorlási pert nyert Losonczi Áron  Münchenben a német Heidelbergcement AG ellen, aki akkoriban a világ 3. számú cementgyártó cége volt. 

## Litracon Classic®
A 2001-ben kifejlesztett Litracon Classic® – itthon „üvegbeton” névre keresztelt – transzparens építőanyag lényege, hogy a betonba optikai szálak milliói kerülnek, melyek átvezetik a fényt a kemény anyagon. Az anyag újdonsága többek között homogén megjelenésében rejlik: a hajszál méretű optikai szálak teljesen belekeverednek a betonmasszába, így a szemlélő egy egyöntetű betonfelületet lát, ellentétben az eddig ismert üveg-beton megoldásoktól. A találmány híre hamar körbejárta a világot, számos nemzetközi cikk beszámolt megszületéséről. A TIME magazin a 2004. év legfontosabb találmányai közé sorolta.

## Litracon pXL®
A Litracon pXL® -ben (közismertebb nevén: pixelbeton) a Litracon Classic®-kal ellentétben nem optikai szálak, hanem egy speciális műanyag csapokból álló idom vezeti a fényt. A felületen szabályosan megjelenő fénypontokra, pixelekre utal a termék „pXL”elnevezése. Az „XL” pedig a nagy elemméretet hangsúlyozza, ugyanis a Litracon pXL® betonpanelek akár emeletmagasságúak is lehetnek, mely jelentősen megkönnyíti a beépítést. A paneleken a fénypontok szabályos rendszerben jelennek meg, mint egy képernyő pixelei, ám lehetőség van a pixelekből egyedi minták, feliratok, logók kialakítására, akár színekkel kombinálva is. Szintén új lehetőséget ad az, hogy nemcsak sík lapok, hanem íves felületek, több lapból álló térbeli idomok, üreges testek, hasábok is egyben önthetőek a Litracon pXL® technológiájával.

## Díjak
- iF Material Design Award, 2008 (Németország)
- LeaF Award, 2006 (Egyesült Királyság)
- Designpreis jelölés (német állami design díj), 2006 és 2009
- ”red dot: best of the best” (Németország), 2005
- Venture Cup (Svédország), innovációs verseny, 1. hely, 2003
- Excitera Innovation Challenge (Svédország), innovációs verseny, 1. hely, 2003

## A feltaláló
Losonczi Áron okleveles építészmérnök 1977-ben született. A Budapesti Műszaki Egyetem Építészmérnöki Karán diplomázott 2001-ben, majd a stockholmi Kunliga Konsthögskolan posztgraduális építészeti kurzusát végezte el 2001 és 2003 között. Itt született meg 2001-ben a fényáteresztő beton, melyet 2002-ben szabadalmaztatott. 2004-ben alapította meg cégét, a csongrádi székhelyű Litracon Kft-t, mely a termék fejlesztésével, gyártásával és értékesítésével foglalkozik. Losonczi 2007-ben fejlesztette ki a Litracon pXL-t. Munkáját több személyes elismeréssel díjazták.